# Гемато-офтальмічний бар'єр

Будова щільного контакту

Гемато-офтальмічний бар'єр — це бар'єр утворений ендотелієм капілярів сітківки і райдужки, циліарним епітелієм і пігментним епітелієм сітківки. Це фізичний бар'єр між місцевими кровоносними судинами і власне внутрішньою частиною ока. Гемато-офтальмічний бар'єр подібно до гемато-енцефалічного бар'єру і не пропускає багато речовин, в тому числі медикаментів.
Розрізняють такі частини бар'єру:
- Гемато-водянистий бар'єр: циліарний епітелій і капіляри райдужки.
- Гемато-ретинальний бар'єр існує зовнішній і внутрішній. Внутрішній утворений щільними контактами між нефенестрованим ендотелієм кровоносних судин сітківки (для внутрішніх шарів), подібно до гемато-енцефалічного бар'єру. Зовнішній утворюється пігментним епітелієм сітківки (для зовнішніх шарів), що отримує поживні речовини з хоріокапілярів.

Гемато-ретинальний бар'єр попереджує проникнення великих молекул з кровоносних судин в сітківку.
Запальний процес призвести до пошкодження цього бар'єру і пропустити медикаменти та великі молекули в очне яблуко. При затиханні запального процесу бар'єр, як правило, відновлює свої функції.